# Pierre Colle
Pour les articles homonymes, voir Colle (homonymie).
Pierre Colle, né à Douarnenez le 27 février 1909 et mort à Paris le 17 avril 1948 est une personnalité française du monde artistique parisien de l'entre-deux-guerres. Peintre et poète, il reste surtout connu comme galeriste et marchand d'art, ainsi que pour avoir été l'ami et le légataire universel du peintre et poète Max Jacob. 

## Famille
Pierre Colle est le fils du peintre Jean Colle et de la tragédienne Marie Adorjan. 
Alors qu'il n'a que seize ans, Pierre Colle, d'une liaison avec Gabrielle Labat, devient père d'un garçon prénommé Lucien. 
En 1938, Pierre Colle se marie avec Carmen Loizaga Corcuera y de Mier. Le couple a trois filles, Marie-Pierre (1940), Béatrice (1942), enfin Solange surnommée Sylvia (1943). 

## Jeunesse et révélations artistiques
Pierre Colle suit très jeune les traces de son père en pratiquant la peinture. En août 1926, il fait la connaissance du poète et peintre Max Jacob, qui est en villégiature chez son père.
Pierre admire le travail artistique de Max Jacob, qui l'initie à la poésie. Pierre Colle publie d'ailleurs quelques poèmes dans la revue littéraire nantaise La Ligne de Cœur. En 1929, pendant leurs vacances communes en Bretagne, Max Jacob et Pierre Colle ont un accident de voiture : Pierre Colle conduisait la voiture, et Max Jacob, assez gravement blessé, en gardera des séquelles à vie. Afin d'être indemnisé par l'assurance, il est contraint d'intenter un procès à son ami. Cet épisode ne ternira cependant pas leurs relations. 

## Du courtier au galeriste
Son baccalauréat obtenu, Pierre Colle monte à Paris. Il s'y fait le courtier de Max Jacob en vendant ses gouaches, il attire ainsi l'attention du couturier et collectionneur Jacques Doucet. En 1928, il renforce cette activité de courtage en s'associant brièvement avec Maurice Sachs. À l'été 1929, il travaille chez le galeriste Jacques-Paul Bonjean avec Christian Dior. Ils exposent ensemble des artistes comme Max Ernst et Giorgio De Chirico et d'autres artistes de l'École de Paris. Mais dès le mois de décembre de la même année, Pierre Colle travaille aussi à la galerie Vignon auprès de Marie Cuttoli. 
Au début des années 1930, il fonde une première galerie d'art personnelle à Paris, rue Eugène-Carrière, grâce à l'aide de Max Jacob et de Jean Cocteau, puis surtout une deuxième galerie, plus durable, au 29, rue Cambacérès. Il y organise des expositions remarquées, et il est parmi les premiers à exposer le peintre Salvador Dalí. En particulier, il monte en 1933 une importante exposition d'art surréaliste dont il publie un catalogue. Mais la galerie finit par fermer en raison de la crise économique. 
À partir de 1935, il s'associe à son ami Maurice Renou pour fonder la galerie Renou et Colle (164, rue Saint-Honoré), toujours à Paris, galerie active jusqu'à la mort de Pierre Colle. Parmi les artistes exposés figurent Salvador Dalí, Jean Hugo, Raoul Dufy, Jean Hélion, Balthus ou le relieur Paul Bonet. Bien intégrée dans le milieu parisien, la galerie fait affaire avec les grands noms du marché de l'art de l'époque, comme la galerie Pierre Loeb. 
Avec l'aide de sa femme et de Paul Éluard, Pierre Colle monte une exposition d'artistes mexicains, où figure en bonne place l'artiste Frida Kahlo, qu'il contribue à faire connaître en France. Cette exposition ne satisfait pourtant pas totalement cette dernière. 
Pierre Colle prend part à d'importantes ventes pendant l'occupation allemande, comme celles de la galerie Delacre ou la vente du 24 novembre 1941 avec des œuvres de la galerie Martin Fabiani. Comme d'autres marchands d'art, Pierre Colle fait l'objet, après guerre, d'une enquête par le comité de confiscation des profits illicites : l'enquête est close le 19 janvier 1949, après la mort de Pierre Colle.

## Gardien de la mémoire de Max Jacob
Sans enfant, et ayant partiellement rompu avec son entourage familial, Max Jacob avait fait en 1939 un testament faisant de Pierre Colle son légataire universel. Le 5 mars 1944, Max Jacob meurt au camp de Drancy. Pierre Colle, aux côtés d'autres personnalités du monde littéraire et artistique, participe à la 2e messe en son hommage le 21 mars en l'église Saint-Roch. 
En sa qualité de légataire universel, il se rend rapidement à Saint-Benoît-sur-Loire pour récupérer les manuscrits de l'écrivain. Il veille à regrouper les textes inédits de Max Jacob et constitue une petite équipe avec Jean Paulhan, Raymond Queneau et Jean Denoël. Cela aboutit à la publication, un an jour pour jour après la mort de Max Jacob, du recueil posthume Derniers poèmes en vers et en prose chez Gallimard. Il commence à élaborer une stratégie pour l'édition posthume des écrits de Max Jacob et appuie la publication d'un recueil dans la collection Poètes d'aujourd'hui. 
Au retour d'un voyage en Amérique, Pierre Colle meurt brutalement le 17 avril 1948. Son décès interrompt la dynamique de publication de l'oeuvre de Max Jacob. Parmi ses enfants, Sylvia Colle-Lorant poursuivra le travail de mise en valeur des écrits de Max Jacob. 